# Cryphoeca shingoi
Cryphoeca shingoi là một loài nhện trong họ Hahniidae.
Loài này thuộc chi Cryphoeca. Cryphoeca shingoi được Hirotsugu Ono miêu tả năm 2007.